# BMW E38
Con la sigla BMW E38 si intende la terza generazione della BMW Serie 7, autovettura di lusso della casa automobilistica tedesca BMW, prodotta dal 1994 al 2001.

## Storia e profilo

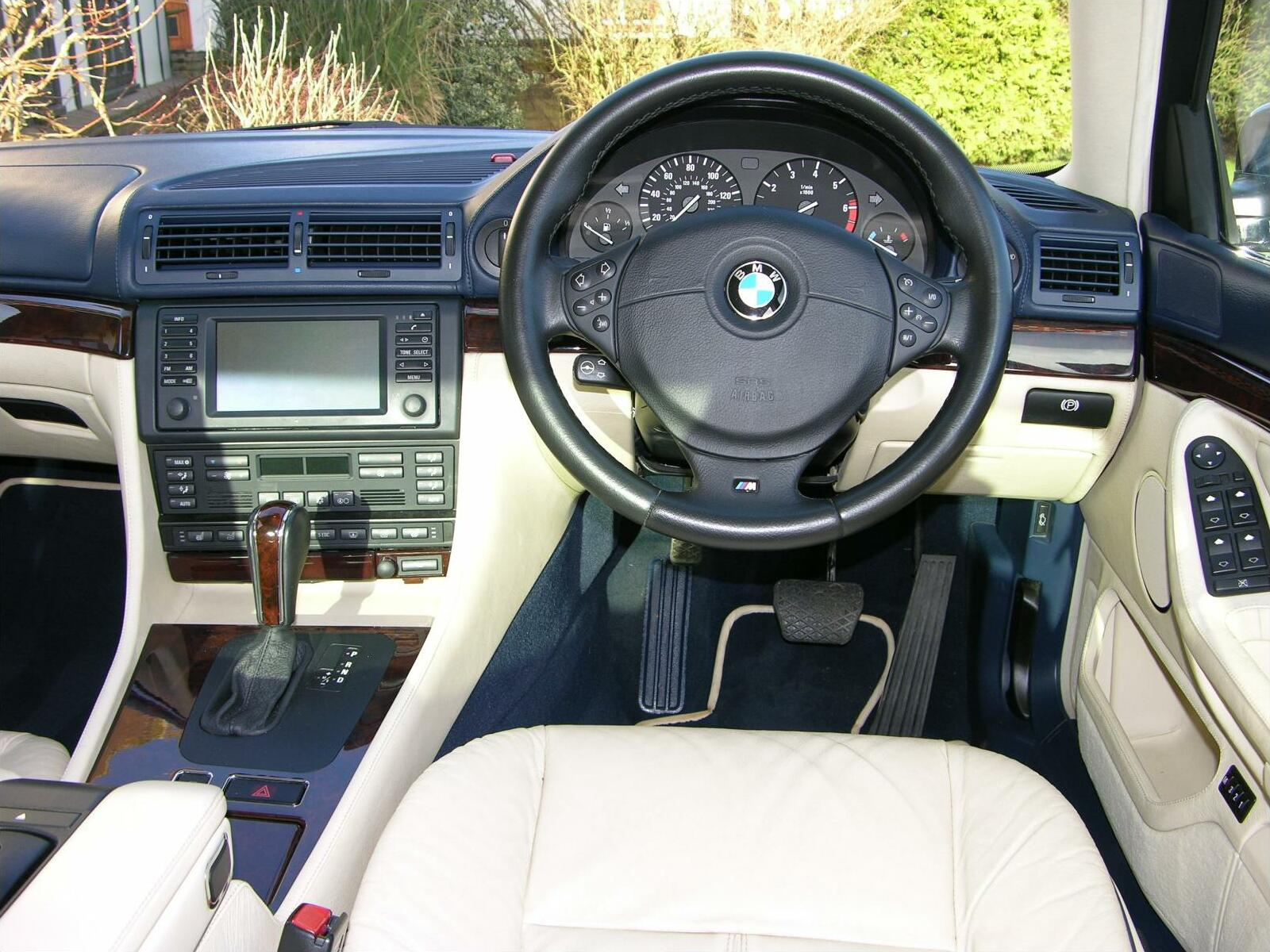
Vista anteriore di una BMW E38

Dopo la serie E32, nel 1994 venne lanciato il nuovo modello della Serie 7, denominato E38, che pur essendo un'evoluzione delle linee della sua progenitrice, nasceva su un pianale inedito.
La carrozzeria era come sempre berlina a tre volumi e 4 porte, ma poteva essere scelta a passo normale o a passo lungo. In quest'ultimo caso, la denominazione del modello recava anche una L.
Stilisticamente la Serie 7 non si discostava moltissimo dalla sua progenitrice. Gli elementi salienti sono i gruppi ottici, sia anteriori che posteriori: i primi erano come sempre sdoppiati, ma questa volta anche carenati, seguendo un corso stilistico inaugurato 4 anni prima con la Serie 3 E36. I gruppi ottici posteriori, invece, sono meno spigolosi e più arrotondati.
La E38 contrapponeva ad un design un po' statico, un interno principesco con profusione di pelle, legni pregiati e materiali ricercati.
La plancia orientata verso il guidatore era caratterizzata da  PVC ad effetto pelle, in cui erano incastonati listelli in radica dallo spessore e lavorazione notevoli. La comodità dell'abitacolo venne implementata da sistemi come i sedili Contour, molto più profilati di quelli di serie, e i sedili Komfort, che erano dotati di un sistema massaggiante che rendeva il viaggio molto più rilassante. Su questo modello fecero la prima comparsa accessori come il navigatore satellitare, proposto come optional a ben otto milioni di lire, la TV, lo sterzo multifunzione, o ancora il baule con chiusura elettrica, e il soft close per le porte, oltre ai cristalli laterali antintrusione che garantivano un isolamento con l'esterno ai massimi livelli.
Al momento del lancio, nell'estate del 1994, la E38 venne proposta nelle configurazioni 730i e 740i, mosse rispettivamente dai V8 2997 cm³ e 3982 cm³ da 218 e 286 CV, con distribuzione bialbero a 32 valvole e variatore di fase VANOS. La prima era dotata di serie di un cambio manuale a cinque marce con la quinta in presa diretta, mentre la seconda disponeva di un sei marce derivato da quello della Serie 8.

## Evoluzione
Successivamente, debuttarono la 728i (6 cilindri in linea, 24 valvole, 2793 cm³, 193 CV), e la 750i (V12, 24 valvole, 5379 cm³, 326 CV), dotata di un nuovo cambio automatico ZF a cinque rapporti.
Nel 1996 fece la sua comparsa una versione "eretica" per l'epoca: la prima ammiraglia BMW mossa da un motore a gasolio. La 725tds, dotata del 6 cilindri in linea a due valvole per cilindro di 2497 cm³ e 143cv, soffriva di prestazioni modeste dovute allo sfavorevole rapporto peso-potenza, ma riusciva a garantire consumi contenuti. Questo modello servì come apripista a frontiere oggi usuali, in quanto oggi, la maggior parte delle Serie 7 vendute è a gasolio.
Nello stesso anno fu proposta una versione a tiratura molto limitata, denominata L7, cioè una versione particolarmente ricca e lussuosa della BMW 750iL, dotata tra l'altro anche di divisorio scorrevole tra posti anteriori e posteriori, telefono, frigorifero e, a richiesta, l'allestimento interno come "ufficio viaggiante".
Sempre nel 1996 ci fu il pensionamento della 730i a favore della nuova 735i, mentre la 740i ricevette un nuovo motore da 4.4 litri. Sia la 735i che la 740i montavano motori V8 della serie M62, rispettivamente da 235 e 286 CV.

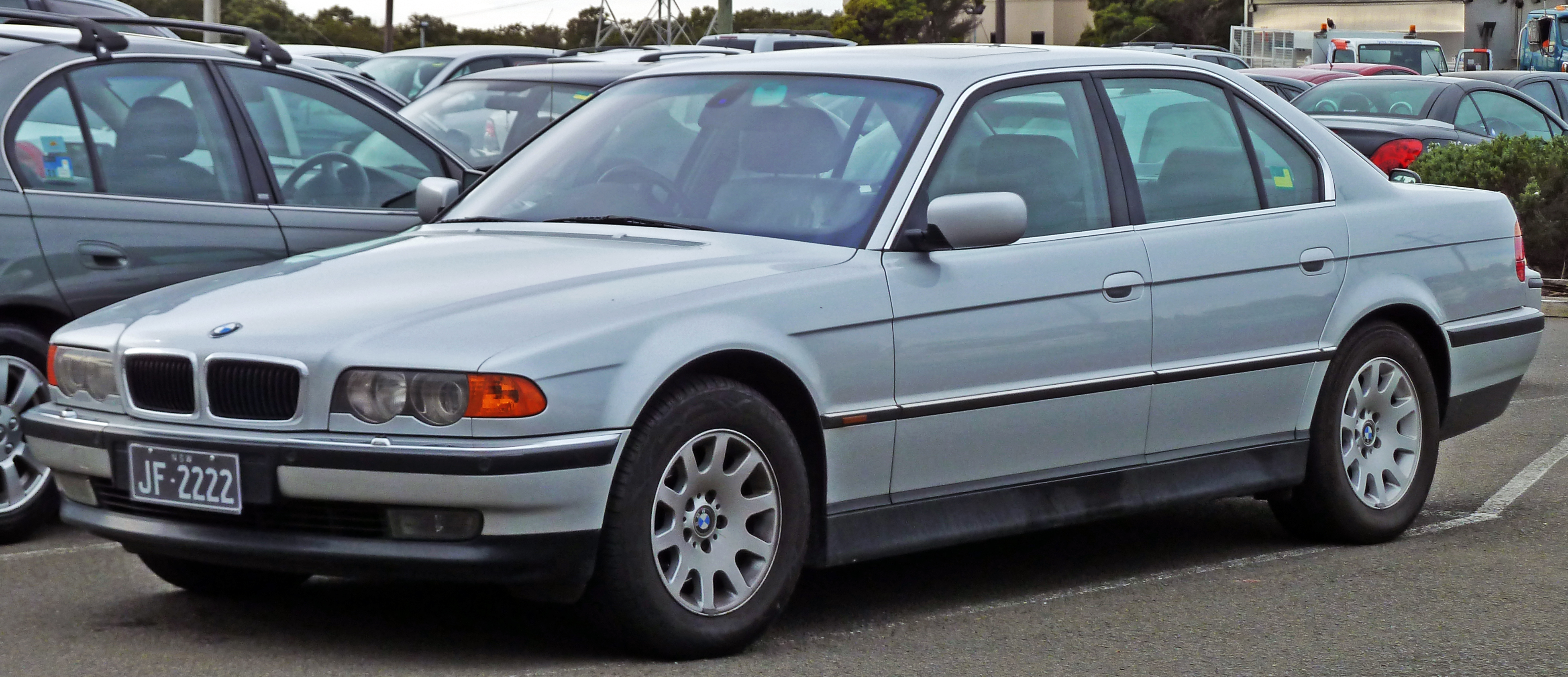
La BMW 735i E38 restyling

Nel 1998 la 725tds venne affiancata dalla 730d, che montava un nuovo propulsore a gasolio da 2926 cm³ in grado di erogare 184 CV. Nello stesso anno venne lanciata la 740d, dotata di un V8 turbodiesel da 3.9 litri in grado di erogare 238 CV.
Nel 1999, l'ammiraglia bavarese subì un leggero restyling che interessò i fari anteriori, ora caratterizzati da un'onda inferiore simile alla Serie 3 E46, i fari posteriori a effetto trasparente e qualche particolare secondario all'interno.
Nel 2000 la potenza del tre litri della 730d venne portata a 193 CV e quella del V8 della 740d salì a 245 CV. Contemporaneamente venne tolta di produzione la 725tds. Oltre a ciò vennero introdotte le versioni blindate denominate Protection, e basate sul corpo vettura della versione iL.
Nell'aprile del 2000 venne reso disponibile il sistema ACC (Adaptive Cruise Control) solo per il mercato europeo (la maggior parte dei modelli dotati di questo sistema sono appartenenti al mercato tedesco). Questa nuova dotazione, non prevista nel progetto originale, costrinse a ingenti modifiche: nel paraurti, per ospitare il radar, il nuovo cluster e i comandi al volante.
Nell'estate del 2001, la commercializzazione della BMW E65, rese di colpo la E38 "vecchia", grazie ad una linea di rottura molto originale, che cambiò radicalmente lo styling BMW.

## Motorizzazioni

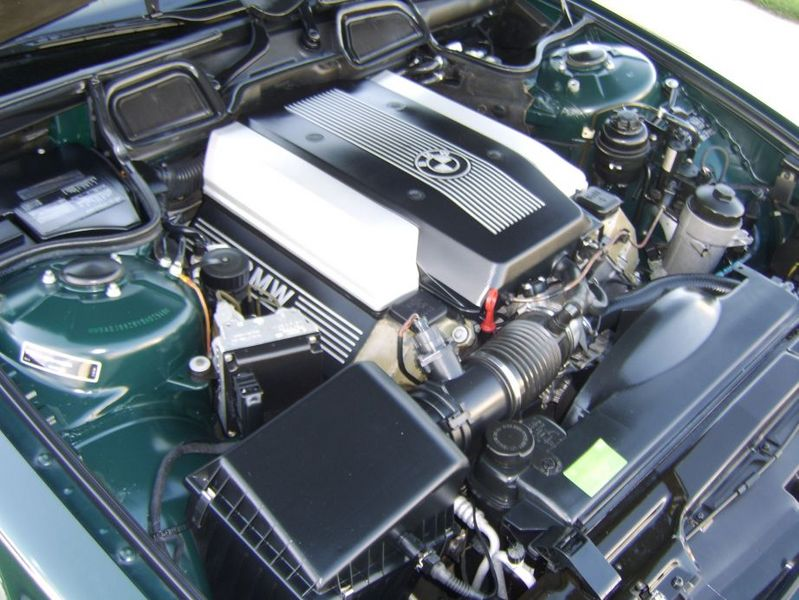
Vista di un motore M62B44 in una 740i

La E38 è stata la prima Serie 7 a proporre anche motorizzazioni a gasolio. Mentre la gamma dei motori a benzina rimaneva impostata in maniera simile a quella della serie precedente (motori 6 cilindri da 2.8 litri, V8 da 3, 4 e 4.4 litri e V12 da 5 litri), i motori diesel erano a 6 cilindri nel caso della 725tds e della 730d, mentre la 740d montava un V8, che all'epoca era uno dei più grossi motori diesel in commercio.
Quanto alle motorizzazioni a benzina da 3 e da 4 litri, in alcuni Paesi dove si utilizzava benzina ad alta concentrazione di solfati, esse accusavano problemi di usura precoce delle canne cilindri, corrose dai solfati stessi. Si tratta di un problema tipico dei motori M60 che utilizzavano canne in nikasil. Dal 1996 i motori M60 vennero tolti di produzione in favore dei motori M62 con canne in alusil.

## Riepilogo versioni
Di seguito viene mostrata una panoramica delle motorizzazioni disponibili per la Serie 7 E38, divise tra benzina e gasolio.
| Modello                 | Periodo di produzione | Motore   | Disposizione e n. cilindri | Cilindrata (cm³) | Potenza max (CV/rpm) | Coppia max (Nm/rpm) | Velocità max (km/h) | Accelerazione 0–100 km/h (s) |
| alimentazione a benzina |                       |          |                            |                  |                      |                     |                     |                              |
| 728i                    | 1995-98               | M52B28   | L6                         | 2793             | 193/5300             | 282/3950            | 227                 | 8,6                          |
| 728i                    | 1998-2001             | M52TUB28 | L6                         | 2793             | 193/5300             | 282/3500            | 228                 | 8,6                          |
| 730i                    | 1994-96               | M60B30   | V8                         | 2997             | 218/5800             | 290/4500            | 235                 | 8,3                          |
| 735i                    | 1996-98               | M62B35   | V8                         | 3498             | 235/5700             | 320/3300            | 244                 | 7,6                          |
| 735i                    | 1998-2001             | M62TUB35 | V8                         | 3498             | 238/5800             | 345/3800            | 243                 | 8,2                          |
| 740i                    | 1994-96               | M60B40   | V8                         | 3982             | 286/5800             | 400/4500            | 250                 | 6,9                          |
| 740i                    | 1996-98               | M62B44   | V8                         | 4398             | 286/5400             | 440/3600            | 250                 | 6,8                          |
| 740i                    | 1998-2001             | M62TUB44 | V8                         | 4398             | 290/5400             | 440/3600            | 250                 | 7,0                          |
| 750iL                   | 1994-98               | M73B54   | V12                        | 5379             | 326/5000             | 490/3900            | 250                 | 6,6                          |
| 750i                    | 1998-2001             | M73TUB54 | V12                        | 5379             | 326/5000             | 490/3900            | 250                 | 6,8                          |
| L7                      | 1996-98               | M73B54   | V12                        | 5379             | 326/5000             | 490/3900            | 250                 | 6,8                          |
| L7                      | 1998-2001             | M73TUB54 | V12                        | 5379             | 326/5000             | 490/3900            | 250                 | 7,0                          |
| alimentazione a gasolio |                       |          |                            |                  |                      |                     |                     |                              |
| 725tds                  | 1995-2000             | M51D25S  | L6                         | 2498             | 143/4800             | 280/2400            | 206                 | 11,4                         |
| 730d                    | 1998-2000             | M57D29   | L6                         | 2926             | 184/4000             | 410/1750            | 220                 | 9,2                          |
| 730d                    | 2000-01               | M57D29   | L6                         | 2926             | 193/4000             | 430/2000            | 220                 | 8,9                          |
| 740d                    | 1999-2000             | M67D39   | V8                         | 3901             | 238/4000             | 560/2000            | 242                 | 8,4                          |
| 740d                    | 2000-01               | M67D39   | V8                         | 3901             | 245/4000             | 560/1750            | 242                 | 8,0                          |

## Derivate

### BMW Alpina B12
Dal mese di dicembre del 1995 anche Alpina propone nel suo listino il nuovo modello basato sulla E38 750i, denominato B12 5.7 E-Kat. L’auto era dotata di un motore V12 con la cilindrata di 5646 cm³, che sviluppava 387 CV di potenza ed una coppia massima di 560 Nm, permettendole un’accelerazione da 0 a 100 km/h in 6,4 secondi e di superare i 280 km/h nella velocità di punta. La produzione del modello è durata fino ad agosto 1998.
Nel 1999 la BMW sottopone la serie 7 ad un leggero restyling e così anche Alpina aggiorna il suo modello. Dal mese di luglio propone la B12 6.0 E-Kat, aggiornando, come si evince dal nome, anche il motore.
Grazie al suo grosso motore V12, adesso con una cilindrata portata a 5980 cm³ e la potenza a 430 CV, era la BMW serie 7 derivata più potente in produzione. Tale propulsore, abbinato ad un cambio automatico a 5 marce, era dotato di pistoni in alluminio leggero Mahle, alberi a camme potenziati, iniezione Bosch Motronic M5.2.1 e sistema di scarico con catalizzatore in acciaio. Con questa unità propulsiva che sviluppava una coppia motrice di 600 Nm, di quali 500 già a 1700 giri al minuto, la vettura era in grado di passare da 0 a 100 km/h in soli 5,9 secondi, raggiungendo una velocità massima di 291 km/h.
La produzione del modello è durata due anni, fino al luglio 2001.